# Reino de Galicia y Lodomeria
El Reino de Galitzia y Lodomeria, ceremonialmente denominado como Reino de Galicia y Lodomeria con el Gran Ducado de Cracovia y los Ducados de Auschwitz y Zator  y también conocida como Galitzia austríaca, fue una posesión constituyente del Imperio Habsburgo en la región histórica de Galicia en Europa Oriental. La tierra de la corona se estableció en 1772. Las tierras fueron anexadas de la República de las Dos Naciones como parte de la primera partición de Polonia. En 1804 se convirtió en tierra de la corona del recién proclamado Imperio austríaco. Desde 1867 fue una tierra de la corona dentro de la mitad cisletana o austriaca de la monarquía dual de Austria-Hungría. Mantuvo cierto grado de autonomía provincial. Su estatus se mantuvo sin cambios hasta la disolución de la monarquía en 1918.

## Historia

Las fronteras de Galitzia superpuesta con las fronteras estatales modernas

Galicia era la mayor parte del área anexada por el Imperio Habsburgo en la primera partición de Polonia en 1772. Como tal, el territorio recién anexado recibió el nombre de Reino de Galicia y Lodomeria para subrayar los reclamos húngaros sobre el país. En la tercera partición de Polonia, los Habsburgo también anexaron una gran parte de las tierras étnicamente polacas del noroeste; esto, junto con algunas de las partes étnicamente polacas más occidentales del territorio de la primera partición, se convirtió en Galicia Occidental (o Nueva Galicia), lo que cambió la referencia geográfica del término Galicia. Lviv (Lemberg en alemán) fue la capital de la Galicia austríaca, dominada por la aristocracia polaca, a pesar de que la población de la mitad oriental de la provincia era en su mayoría ucraniana. Además de la aristocracia y la nobleza polacas que habitaban casi todas partes de Galicia, y los ucranianos en el este, existía una gran población judía, también más concentrada en las zonas orientales de la provincia.
Durante las primeras décadas del dominio austriaco, Galicia estuvo firmemente gobernada desde Viena, y muchas reformas importantes fueron llevadas a cabo por una burocracia compuesta principalmente por alemanes y checos. A la aristocracia se le garantizaron sus derechos, pero estos derechos estaban considerablemente restringidos. Los antiguos siervos ya no eran meros bienes muebles, sino que se convirtieron en sujetos de derecho y se les concedieron ciertas libertades personales, como el derecho a casarse sin el permiso del señor. Sus obligaciones laborales estaban definidas y limitadas, y podían eludir a los señores y apelar a los tribunales imperiales en busca de justicia. La Iglesia uniata de rito oriental, que servía principalmente a los rutenos, pasó a llamarse Iglesia greco-católica para equipararla con la Iglesia católica romana; se le dieron seminarios y, finalmente, un metropolitano. Aunque impopulares entre la aristocracia, entre la gente común, tanto polaca como ucraniana/rutena, estas reformas crearon una reserva de buena voluntad hacia el emperador que duró casi hasta el final del gobierno austríaco. Al mismo tiempo, sin embargo, el Imperio austríaco extrajo de Galitzia una riqueza considerable[cita requerida] y reclutó a un gran número de población campesina en sus servicios armados.
El reino quedó disuelto oficialmente el 14 de noviembre de 1918, tres días después de finalizada la Primera Guerra Mundial.